# Filip Gotthard ze Schaffgotsche
Hrabě Filip Gotthard ze Schaffgotsche (německy Philipp Gotthard von Schaffgotsch, 3. července 1715, Slezské Teplice – 5. ledna 1795, zámek Jánský Vrch v Javorníku) byl římskokatolický kněz a biskup vratislavský, který se proslul svojí podporou hudby v 18. století. Pocházel ze šlechtického rodu Schaffgotschů.

## Život
Jeho rodiči byli hrabě Jan Antonín Schaffgotsch a jeho manželka Anna Terezie hraběnka rozená Kolovrat-Krakovská. Od dětství byl předurčen k církevní kariéře. V roce 1729 obdržel tonzuru. V patnácti letech obdržel nižší svěcení, které mu udělil vratislavský sufragán biskup Sommerfeld. Již během studií na jezuitském Collegiu Romanu v Římě (1731–1734, doktorát z filosofie) se stal kanovníkem v Olomouci (1731, rezignoval 1744), posléze i kanovníkem vratislavským a proboštem u sv. Kříže ve Vratislavi. Kněžské svěcení přijal roku 1738, po obsazení Slezska Fridrichem II. v první slezské válce roku 1741 prosadil panovník, aby se stal koadjutorem vratislavského biskupa Sinzendorfa (1744, tehdy přijal i biskupské svěcení), po jehož smrti roku 1748 se stal sídelním knížetem-biskupem vratislavským. Vzhledem k tomu, že v průběhu sedmileté války podporoval Rakousko (roku 1757 sloužil ve Vratislavi Te Deum za vítězství císařských vojáků, k němuž nakonec nedošlo), upadl do Fridrichovy nemilosti. V letech 1763–1766 byl držen v zajetí, odkud uprchl do Jeseníku, odkud spravoval rakouskou část své diecéze. Pruskou část spravoval světící biskup, nejprve Jan Mořic Strachwitz a od roku 1781 Antonín Ferdinand Rothkirch.
Biskup Schaffgotsch se usídlil na zámku Jánský Vrch v Javorníku, který se díky němu stal hospodářským a kulturním centrem celého kraje. Na zámku založil biskupskou kapelu a zřídil pro ni kruhový hudební sál, působil a tvořil tam slavný skladatel Karl Ditters von Dittersdorf i jiní skvělí hudebníci. Biskup ovšem zanedbával hospodářskou správu svých statků, takže mu v roce 1785 císař Josef II. zabavil jeho statky a dosadil do Javorníku nucenou správu, která skončila až roku 1790. Biskup Schaffgotsch krátce na to zemřel a byl pochován v rodinné hrobce ve Slezských Teplicích.